# Centro Nacional de Golf
El Centro Nacional de Golf (también conocido como Centro Nacional de Golf Emma Villacieros) es un campo de golf situado en Madrid. Fue inaugurado el 7 de marzo de 2006 por Juan Carlos I de España, y su propietario es la Real Federación Española de Golf. El campo se encuentra en los terrenos en los que anteriormente había un vertedero, y fue diseñado por el arquitecto Dave Thomas.
El campo tiene una longitud de 6.622 metros (7.244 yardas), y desde su inauguración ha albergado varios torneos profesionales, como por ejemplo, el Madrid Masters en 2009 o el Open de España en los años 2007 y 2018.